# SMABTP
SMABTP est un groupe d’assurance (assurances de biens et de responsabilités, de personnes, vie, épargne, retraite, prévoyance, santé) fondé en 1859. Il est constitué de deux mutuelles pivots[Quoi ?] : SMABTP, spécialiste de l’assurance de biens et de responsabilités, de l’assurance construction, et SMAvie BTP, spécialisée dans les assurances de personnes (vie, épargne, retraite, prévoyance, santé).

## Historique
SMABTP est fondé par la chambre syndicale de maçonnerie parisienne en 1859, pour garantir les accidents du travail de ses membres ; SMAvie BTP a été fondée en 1933 pour les assurances de personnes (vie, épargne, retraite, prévoyance, santé).

### Les origines
La Société d’assurance mutuelle contre les accidents du travail et les accidents corporels survenus du fait de l’exécution des travaux a d’abord été créée le 1er mai 1859 par le Conseil de la Chambre syndicale des entrepreneurs de maçonnerie de Paris et de la Seine. L’idée était de proposer, par l'intermédiaire d’une société d’assurance mutuelle des solutions d'assurance pour protéger et indemniser les ouvriers blessés dans leur travail,  (jusqu’alors, ces accidents relevaient du Code civil). Le contexte des grands travaux d'Haussman permit à l'entité de perdurer. À partir de 1915, les accidents du travail furent gérés par un Syndicat général de garantie des chambres syndicale du bâtiment et des travaux publics, tandis que le risque aux tiers releva de la mutuelle, devenue « Société mutuelle d’assurance des chambres syndicales du bâtiment et des travaux publics » (SMABTP).

### SMABTP et l’assurance construction
Progressivement, SMABTP, a étendu son territoire géographique et est devenu leader français de l’assurance construction. Ainsi, en 1923, SMABTP apporte une garantie ouvrage par ouvrage, c’est le premier contrat d’assurance construction du marché ; en 1928, il lance une police « globale chantier ». En 1952, l’invention de la Police Individuelle de Base, par le président Joseph Rouger de la Fédération Française du Bâtiment (FFB)., constitue une étape importante de l’assurance construction. Dans les années 1970, SMABTP s’adresse[Comment ?] aussi à des industriels comme les fabricants, ou à des entreprises connexes aux constructeurs comme les loueurs de matériels, les négociants et certains organismes de formation professionnelle du BTP. La loi Spinetta entre en vigueur en 1979, constituant un profond changement réglementaire (SMABTP avait participé, aux côtés de la FFB, aux travaux des trois commissions formées par le ministère de l’Equipement et portés par Adrien Spinetta pour étudier et rédiger les décrets d’application de ce texte et les soumettre au Conseil d’État)[réf. nécessaire].
Le « régime Spinetta »  atteint plusieurs de ses objectifs : mieux protéger les utilisateurs des bâtiments construits et réduire les délais de règlement des dommages de nature décennale. Elle a aussi pour effet d'ouvrir le marché à la concurrence.
Une seconde révolution survient en 1982 : la loi du 28 juin créé le Fonds de compensation des risques de l'assurance construction (FCAC) et fait passer la gestion des sinistres de responsabilité décennale en répartition à une gestion par capitalisation (effet au 1er janvier 1983). Dans les années 2010, le solde du FCAC servira sur proposition de SMABTP et des fédérations et associations professionnelles à financer la mise en place des règles Grenelle de l'environnement, de la transition numérique dans le bâtiment et du fonds amiante.

### Histoire de SMAvie BTP
Après la première guerre mondiale, dans un contexte économiquement perturbé, les Français se préoccupent de protection sociale. En 1933, SMABTP créé  la Société mutuelle d’assurances sur la vie du bâtiment et des travaux publics,  une mutuelle pour assurer la maladie, l’invalidité, la vieillesse et le décès : c’est SMAvie BTP. En 1936, de nouvelles conventions collectives des employés, techniciens, agents de maîtrise et ingénieurs de l’Industrie du BTP du département de la Seine sont signées. SMAvie BTP doit étendre sa garantie aux risques écoulant des nouvelles obligations imposées, dans ce cadre, aux entrepreneurs, c’est-à-dire le versement d’indemnités en cas de maladie, de congédiement et d’instruction de périodes militaires. En 1938, une autre convention collective est signée, qui prévoit la constitution d’une retraite par capitalisation, et la garantie des risques décès, invalidité permanente et maladie, que garantit SMAvie BTP. En 1947, les cadres signent eux aussi une convention collective. Son application est confiée à la Caisse nationale de prévoyance du bâtiment et des travaux publics et des industries connexes, dont la gestion est assurée par des collaborateurs de la SMAvie. En 1948, l’institution d’une retraite en faveur des commerçants et industriels est rendue obligatoire ; cela incite la FNB puis la Fédération nationale des travaux publics (FNTP) à créer un régime de retraite par répartition. C’est ainsi que nait la Caisse nationale de retraites des entrepreneurs du bâtiment et des travaux publics. Dans le même temps, les deux Mutuelles s’associèrent pour créer le Groupe national de prévoyance, dont la vocation était de garantir aux chefs d’entreprise un capital au décès ou une assurance en cas de maladie, d’invalidité ou d’intervention chirurgicale.
Elle acquiert Imperio assurances, destiné à la communauté portugaise, en 2011, et, avec SMA, l’assureur portugais Victoria international.

### Premières actions de prévention
Dès 1905, le Syndicat de garantie dresse des statistiques sur les accidents et Pierre Caloni, (1889-1970), gendre d'Edouard Fontane, membre fondateur de la société mutuelle, travaille sur le sujet. Par la suite, il va diriger l’Organisme professionnel de prévention du bâtiment et des travaux publics, OPPBTP). Le Syndicat de garantie est à l’origine d'initiatives autour de la prévention des accidents du travail. Pendant la Grande guerre, le Syndicat de garantie met à disposition du Service de santé un établissement « pour le traitement des blessés de la guerre ». Il participe à la rédaction du décret du 9 août 1925, relatif à l’hygiène et à la sécurité des travailleurs, au sujet des « mesures particulières de protection et de salubrité applicables dans les chantiers du bâtiment et des travaux publics ». La même année, l’Union technique du bâtiment et des travaux publics est créée à l’initiative du vice-président de la société mutuelle, Philippe Fougerolle. Son objet est la prévention des accidents corporels et matériels survenant à l’occasion de travaux.
En 1927, SMABTP participe à la création de la Société corporative d’hygiène et de sécurité sur les chantiers.
En 1994, la fondation d'entreprise Excellence SMA est créée, avec pour vocation la promotion de la Qualité et la prévention des risques.
En 2018, la fondation Excellence SMA, en partenariat avec le CCCA-BTP, l’OPPBTP et le Groupe Pro BTP, lance, avec Impulse Partners, un accélérateur de start-up destiné à l’innovation en matière de santé et de prévention dans le BTP.

### Développements du groupe
En 1980, Socabat GIE, un groupement d’intérêt économique, est créé par le groupe. Il est constitué d'un réseau d’une centaine de spécialistes de la construction (architectes, ingénieurs…), pour proposer ses compétences en matière d’études, d’analyse et de réflexion, depuis la souscription d’un contrat au règlement d’un sinistre, et pour servir d’interface entre SMABTP et ses partenaires externes (plus de mille experts et avocats)[réf. nécessaire]. SOCABAT GIE participe également à l'évaluation et au règlement des sinistres, transmet aux gestionnaires toutes les informations nécessaires au coût du sinistre et participe, au côté de l’expert, à la solution de réparation du dommage fort de sa connaissance des méthodes de réparation.
En 1994, SMA crée une fondation d’entreprise, Excellence SMA, vouée à la qualité dans la construction, et à la prévention dans la construction. Elle vise à améliorer la sécurité des biens et des personnes, par une action continuelle sur toutes les étapes de l'acte de construire. Sa gouvernance réunit des instances du secteur : l’Agence qualité construction (AQC), Qualibat, ainsi que les organisations professionnelles comme la Fédération française du bâtiment (FFB), la Fédération nationale des travaux publics (FNTP), la Fédération des promoteurs immobiliers (FPI) et l'Union sociale pour l'habitat.
En 2006, la SGAM BTP est créée : cette société de groupe d’assurance mutuelle du bâtiment et des travaux publics réunit notamment SMABTP, SMAvie BTP, L’Auxiliaire et la CAM BTP.
En 2011, elle acquiert Imperio assurances, destiné à la communauté portugaise, et, l’assureur portugais Victoria international.
En 2019, SMABTP fête ses 160 ans d’existence et publie, pour l’occasion, un livre retraçant toute son histoire de 1859 à 2019 : « Des Racines pour bâtir l’avenir, l’histoire d’un assureur mutualiste au service du BTP ».
En 2023, SMABTP et MACSF acquièrent la majorité du capital de CCR RE, second réassureur français.
En 2024, GALIAN et SMABTP annoncent la création d’une société commune réunissant les activités du groupe SMABTP destinées aux professionnels de l’immobilier et celles de GALIAN. Cette société, dénommée GALIAN-SMABTP, est destinée exclusivement aux professionnels de l’immobilier.
En 2024, SMABTP absorbe la société CGI BÂTIMENT, spécialisée dans les garanties financières pour les constructeurs de maisons individuelles et les garanties financières d’achèvement pour les promoteurs immobiliers et aménageurs fonciers.

### Implantation à l'international
En 1989, Asefa devient une filiale de SMABTP. Compagnie d’assurance espagnole fondée à Madrid en 1972 par un groupement d’entrepreneurs, elle est la seule à proposer la garantie décennale dans la Péninsule ibérique, dix ans avant l’instauration d’un régime obligatoire d’assurance construction. Elle est leader de l’assurance décennale en Espagne. En 2011, Victoria devient une filiale de SMABTP. Compagnie d’assurance portugaise fondée à Lisbonne en 1930, elle propose des solutions en matière d’assurance vie, santé, transport et construction.
En 2017, SMABTP ouvre une entité en Belgique spécialisée dans les assurances pour les professionnels de la construction et de l'immobilier, qu'ils soient implantés en Belgique ou au Luxembourg.
En 2018, SMABTP s’implante en Côte d’Ivoire par sa filiale SMABTP Côte d’Ivoire SA et propose ses services pour les professionnels ivoiriens et français qui y travaillent par des contrats spécifiques pour couvrir les risques liés au chantier de construction.
En 2023, SMABTP s’implante aux Pays-Bas en prenant une participation majoritaire dans DUPI, un agent de souscription spécialisé dans l’assurance marine, construction et dommages aux biens aux Pays-Bas.
En 2023, SMABTP a également acquis 50 % du capital de Woningborg, société néerlandaise spécialiste de l’assurance caution à destination des constructeurs et acquéreurs de logements aux Pays-Bas.

## Changement de dénominations
Jusqu’en 2014, le groupe s’appelait SMABTP. En 2014, dans une volonté d’ouverture aux différents secteurs de l'assurance hors BTP le groupe choisit comme dénomination Groupe SMA. En 2023, la dénomination Groupe SMA est finalement abandonnée et SMABTP redevient la marque unique du groupe 
Aujourd’hui, SMABTP assure pour l’ensemble de leurs besoins en assurance plus de 200 000 clients et sociétaires : entreprises, professionnels, artisans, dirigeants, particuliers. SMABTP est le spécialiste de l’assurance de responsabilités professionnelles des métiers de la construction et de l’immobilier, des dommages aux biens et des flottes automobiles. SMABTP dispose également d’une offre en assurances de personnes (assurance vie, épargne, prévoyance, retraite, santé…) destinée aux entreprises et aux particuliers. Le groupe est membre de la SGAM btp (Société de groupe d’assurances mutuelles du BTP) à laquelle sont affiliées les mutuelles SMABTP et SMAvie BTP, ainsi que L'Auxiliaire, L'Auxiliaire vie et la CAM btp.

## Filiales et participations
| GALIAN-SMABTP           | société d'assurance pour les professionnels de l’immobilier                                                                                          |
| ASEFA                   | société d'assurance IARD présente en Espagne et proposant des solutions pour les professionnels de la construction                                   |
| VICTORIA                | société d'assurance IARD et Vie basée au Portugal |
| IMPERIO                 | société d'assurance proposant en France des assurances de personnes pour les particuliers franco-portugais                                           |
| SMA SA                  | société d'assurance s’adressant en direct aux artisans du BTP ainsi qu'au secteur du courtage                                                        |
| Protec BTP              | société d'assurance proposant des assurances automobiles et habitation pour les particuliers et les artisans du BTP                                  |
| SMA Gestion             | société de gestion de portefeuille chargée des actifs et OPCVM promus dans les contrats assurés par SMAvie BTP                                       |
| INVESTIMO               | établissement financier assurant la conservation des actifs de SMABTP                                                                                |
| STE                     | société de la Tour Eiffel |
| SMA BELGIUM             | société proposant aux acteurs de la construction implantés en Belgique et au Luxembourg des contrats d'assurance décennale et Tous risques Chantiers |
| SMABTP COTE D'IVOIRE SA | société assurant les entreprises françaises et ivoiriennes qui réalisent les travaux de construction en Côte d'Ivoire                                |
| DUPI                    | agent de souscription de l’assurance Marine, Construction et Dommages aux biens aux Pays-Bas                                                         |
| WONINGBORG              | société spécialisée dans l'assurance caution à destination des constructeurs et acquéreurs de logements aux Pays-Bas                                 |

## Gouvernance de SMABTP
SMABTP et SMAvie BTP sont des sociétés d’assurances mutuelles régies par le Code des assurances. Elles sont membres de France Assureurs. Ce sont des sociétés civiles de personnes, constituées par leurs sociétaires, et n’ont donc ni capital social, ni actionnaire. Chaque sociétaire est un acteur à part entière de la société d’assurance mutuelle.
Les sociétaires élisent les administrateurs de chaque mutuelle. Le président du conseil d'administration et les membres du bureau sont élus par les administrateurs.
Les présidents sont Jacques Chanut (SMABTP) et Bruno Cavagné (SMAvie BTP). Le pilotage du groupe est sous la responsabilité de son directeur général Pierre Esparbès, assisté par un directeur général adjoint assurances iard, Anne-Jacques Dinechin, un directeur général adjoint assurances de personnes, Jérôme de Villèle, et un directeur général adjoint international et grands comptes, Hervé Leblanc.
SMABTP a créé des comités consultatifs régionaux. Ces derniers servent de relais d’information entre le conseil d’administration et les sociétaires. Ils regroupent des personnes représentatives des différents métiers du BTP . Au nombre de dix, leur président est mandataire mutualiste et siège au conseil d’administration.

## Parrainage sportif
De 2014 à 2018, le groupe SMA parraine le skipper Paul Meilhat.
Avec son 60 pieds IMOCA, SMA s'engage dans un programme de courses telles que le Vendée Globe 2016-2017, la Transat Jacques-Vabre 2017, et la route du Rhum 2018.
Paul Meilhat remporte la route du Rhum 2018 dans la catégorie Imoca en arrivant à Pointe-à-Pitre le vendredi 16 novembre 2018 à 20 h 23 min 18 s, heure de Guadeloupe, après 12 jours, 11 heures, 23 minutes et 18 secondes de course. Une victoire qui conclut son parrainage sportif avec le groupe SMA.

## Acquisition d'un domaine viticole
En 1981, SMA acquiert un domaine viticole du Bordelais de 90 hectares, dont les vins sont classés depuis 1855. Le Château Cantemerle est un Haut-médoc, dont 300 000 bouteilles sont produites chaque année. Sa particularité, rare en Médoc, est de comporter 40 % de merlot (et 50 % de cabernet sauvignon). 
Le groupe est aussi propriétaire du grand cru classé château Grand Corbin (appellation Saint-émilion).